# Pocket Full of Gold (Album)
Pocket Full of Gold ist das fünfte Studioalbum des US-amerikanischen Country-Musikers Vince Gill. Das Album erschien am 5. März 1991 unter dem Label MCA Nashville.

## Titelliste
1. I Quit (Max D. Barnes, Gill) – 2:30
2. Look at Us (Barnes, Gill) – 3:59
3. Take Your Memory with You (Gill) – 2:34
4. Pocket Full of Gold (Brian Allsmiller, Gill) – 4:04
5. The Strings That Tie You Down (Barnes, Gill) – 3:39
6. Liza Jane (Gill, Reed Nielsen) – 2:53
7. If I Didn't Have You in My World (Gill, Jim Weatherly) – 3:52
8. A Little Left Over (Gill) – 2:06
9. What's a Man to Do (Curtis Wright) – 3:11
10. Sparkle (Jim Lauderdale, John Leventhal) – 3:16

## Produktion
- Produktion: Tony Brown
- Mischung: John Guess
- Toningenieur: John Guess, Marty Williams
- Mastering: Glenn Meadows

## Rezeption
Allmusic-Kritiker Thom Jurek vergab vier und fünf möglichen Bewertungseinheiten für das Album. Jack Hurst von Chicago Tribune vergab 3,5 von vier Sternen für das Album und bewertete es als „gut“. Die Zeitschrift Q bewertete das Album mit drei von fünf Sternen und bezeichnete es als „sehr relaxed“. Alanna Nash von Entertainment Weekly vermerkte, dass Gill auf dem Album seine gesanglichen und instrumentalen Fertigkeiten zeige und vergab die Note „B-“. Das Album belegte Platz 37 der Billboard 200 und Rang fünf der US-amerikanischen Country-Album-Charts. Die Singles belegten folgende Platzierungen der Country-Charts in den Vereinigten Staaten und in Kanada: Pocket Full of Gold (#7, #11), Liza Jane (#7, #3), Look at Us (#4, #12) und Take Your Memory with You (#2, #3). Das Album wurde von der RIAA zweimal mit einer Platin-Schallplatte  und in Kanada mit Platin ausgezeichnet. Pocket Full of Gold verkaufte sich weltweit mehr als 2,1 Millionen Mal.

## Verkäufe
| Land               | Verband      | Zertifikation | Verkäufe   |
| Kanada             | Music Canada | Platin        | +100.000   |
| Vereinigte Staaten | RIAA         | 2× Platin     | +2.000.000 |